# Autodikos (Sohn des Agathokles)
Autodikos (altgriechisch Ἀὐτόδικος; auch Autolykos/Αὐτόλυκος genannt), Sohn des Agathokles, war ein makedonischer Soldat im 4. vorchristlichen Jahrhundert. Er war der wohl jüngste Bruder des späteren Diadochen Lysimachos und des Philippos, sowie vermutlich des Alkimachos.
Wahrscheinlich hatte Autodikos wie auch seine Brüder am Asienfeldzug Alexanders des Großen teilgenommen, wenngleich er erst nach dem Tod Alexanders 323 v. Chr. genannt wird. Nach dem Ende des ersten Diadochenkrieges 320 v. Chr. wurde er auf der Konferenz von Triparadeisos zu einem der Leibwächter (Somatophylakes) des Königs Philipp III. Arrhidaios bestellt. Später ist Autodikos gemeinsam mit seiner Ehefrau Adeia als Angehöriger des Hofes seines Bruders inschriftlich belegt. Offenbar war er noch vor Lysimachos († 281 v. Chr.) gestorben, zumindest war es dieser, der eine Statue für seine Schwägerin im Heiligtum des Amphiaraos in Oropos gestiftet hat.